# Punk da balera
Punk da balera è il terzo album in studio del gruppo musicale italiano Extraliscio, pubblicato il 13 novembre 2020 sotto etichette Sony Music e Garrincha Dischi.

## Tracce
1. Onda del mar – 3:22
2. Amico Sole – 4:05
3. Merendine blu – 3:51
4. Casetta mia – 3:11
5. Perché / La liscia napoletana – 5:42
6. Scarpa grigia (Cumbia Remix) – 4:07
7. Il signor portafortuna – 5:28
8. Moira cha cho chu – 2:40
9. Karolinka – 3:17
10. Tradizioni – 5:03